# 黃武仁
黃武仁（1938年2月6日—2025年2月4日），中華民國教育家、政治人物，曾任省立金門高中校長，後代表中國國民黨在福建省選區（金、馬地區）當選為第一屆第五、六次增額立法委員。於2025年2月4日病逝，享年86歲。